# 72071 Gábor
72071 Gábor è un asteroide della fascia principale. Scoperto nel 2000, presenta un'orbita caratterizzata da un semiasse maggiore pari a 2,3683943 UA e da un'eccentricità di 0,1363763, inclinata di 4,85194° rispetto all'eclittica.